# Републикански път III-506
Републикански път IIІ-506 е третокласен път, част от Републиканската пътна мрежа на България, преминаващ по територията на области Хасково и Кърджали. Дължината му е 45,4 км.
Пътят се отклонява надясно при 278,8 км на Републикански път I-5 южно от град Димитровград и се насочва на запад през Хасковската хълмиста област. Преминава през селата Добрич и Горски извор, където пресича Републикански път I-8 и завива на юг. Преминава последователно през селата Светлина, Сусам, Минерални бани и Спахиево, пресича горното течение на Харманлийска река, минава през село Караманци и навлиза в Кърджалийска област. Тук минава през село Петелово и южно от него отново се съединява с Републикански път I-5 при неговия 319,7 км.
| Пътища, отклоняващи се надясно (населено място, № на пътя, посока на пътя) | Км   | Пътища, отклоняващи се наляво (посока на пътя, № на пътя, населено място) |
| -------------------------------------------------------------------------- | ---- | ------------------------------------------------------------------------- |
| Община Димитровград, Област Хасково, I-5, 278,8 км →                       | 0,0  | → 278,8 км, I-5, Област Хасково, Община Димитровград                      |
| (за с. Крум) общински път, с. Добрич ←                                     | 5,1  | с. Добрич                                                                 |
|                                                                            | 8,2  | → общински път (за с. Каснаково)                                          |
| (за с. Ябълково) общински път, с. Горски извор ←                           | 13,2 | с. Горски извор                                                           |
| (от ГКПП Калотина) I-8, 286,1 км, с. Горски извор →                        | 13,7 | → с. Горски извор, 286,1 км, I-8 (до ГКПП Капитан Андреево - Капъкуле)    |
| с. Светлина                                                                | 18,1 | с. Светлина                                                               |
| Община Минерални бани                                                      | 21,1 | Община Минерални бани                                                     |
| с. Сусам                                                                   | 23,5 | с. Сусам                                                                  |
| с. Минерални бани ←                                                        | 27,2 | ← с. Минерални бани, 24,1 км, III-806 (от 307,2 км на I-8)                |
| (за с. Брястово) общински път, с. Минерални бани ←                         | 29,5 | с. Минерални бани                                                         |
| с. Спахиево                                                                | 32,5 | → с. Спахиево, общински път (за с. Сираково)                              |
| (за с. Сърница) общински път ←                                             | 37,4 | → общински път (за с. Колец)                                              |
| (за с. Боян Ботево) общински път, с. Караманци ←                           | 38,4 | с. Караманци                                                              |
| (за селата Лясково и Винево) общински път, с. Караманци ←                  | 39   | с. Караманци                                                              |
| Община Черноочене, Област Кърджали                                         | 42,3 | Област Кърджали, Община Черноочене                                        |
| с. Петелово                                                                | 42,9 | с. Петелово                                                               |
| (до ГКПП Маказа - Нимфея) I-5, 319,7 км ←                                  | 45,4 | ← 319,7 км, I-5 (от гр. Русе)                                             |